# (459883) 2007 EB26
(459883) 2007 EB26 または (459883) 2014 JX55 は、小惑星帯内を公転している小惑星の1つである。発見から10年以上にわたって、最も軌道長半径が太陽に近い小惑星であると考えられていた。

## 特徴
2007 EB26 は、太陽からの軌道長半径が約2.63 au（約3億9300万 km）で、軌道離心率が約0.17の軌道を4年余りで公転している、小惑星帯内にあるごく平凡な小惑星である。軌道は黄道面から約32度傾いている。アルベド（反射能）を0.1と仮定すると、その直径は約2.5 kmとなる。

## 軌道の誤認
2007 EB26 は発見当初、わずか0.41年で太陽の周りを公転する、当時知られていた中では最も公転周期が短い小惑星で、太陽に比較的近い軌道を公転する小惑星族であるアティラ群に属する小惑星の1つであるとされていた。したがって軌道長半径も当時知られていた小惑星の中で最も小さく、太陽からわずか約0.55 au（約8220万 km）しか離れておらず、これは水星の軌道長半径の約1.42倍に相当する。また軌道離心率0.783という極端に歪んだ楕円軌道で公転しており、近日点では太陽から約0.119 au（約1780万 km）にまで接近し、遠日点では約0.981 au（約1億4700万 km）まで遠ざかることになるので、水星横断小惑星および金星横断小惑星にも分類される軌道となっていた。ただし、2007 EB26 はその後、2007年3月10日（発見日）と3月11日、3月12日、3月15日に計17回観測されただけだったので、求められる軌道要素の誤差が大きく、小惑星センターが定める「Uncertainty parameter」と呼ばれる軌道の不確実性の大きさを示す値は最高レベルの「9」とされていた。
しかし、2007 EB26 の2007年3月10日と3月12日の観測資料は、2010年6月28日に広域赤外線探査衛星（WISE）が「2010 MV87」、2014年5月7日にマウイ島のハレアカラ山にあるパンスターズ望遠鏡が発見した小惑星「(459883) 2014 JX55」と同一であることが2018年3月2日に公表された小惑星回報「M.P.C. 108716」にて発表され、2007 EB26 は小惑星帯内を公転する普遍的な小惑星であることが判明した。一方で3月11日の観測記録には、仮符号 2007 EC226 が与えられたのち、天球上での位置が当時非常に近かった (76325) 2000 EZ145 によるものであると同定された。なお、3月15日の観測記録には 2007 ED226 という仮符号が与えられたが、この観測記録は2021年9月時点で存在する他の記録とは同定されていない。このことから、2007 EB26 は当初誤って (459883) 2014 JX55 の3月10日と3月12日の観測記録と (76325) 2000 EZ145 の3月11日の観測記録を1つの小惑星と認識し、それから予測した天球上の位置に偶然にも小惑星 2007 ED226 も観測されたため、小さい軌道長半径を持つ特徴的な小惑星であると誤認された可能性がある。
2021年9月現在、確認されている中で最も軌道長半径が小さい小惑星は2021年に初めて観測された小惑星 2021 PH27（0.4617 au）になっている。